# 陳尚文 (1966年)
陳尚文（英語：Simon Chan Sheung-man，1966年3月18日—），香港公務員，現任香港駐迪拜經濟貿易辦事處處長，曾擔任東區民政事務專員。陳在1988年7月加入香港政府，及後於1989年獲布政司署工商司聘任為二級助理貿易主任，隨後曾被派遣至香港政府駐倫敦辦事處及香港駐日內瓦經濟貿易辦事處等港府駐外辦事處任職。他在2008年時為工業貿易署首席貿易主任，向受2007年—2008年環球金融危機影響的中小型企業提供信貸擔保額。他在2010年轉任於政務職系，獲派於教育局及公務員事務局任職，曾負責香港專上教育及港府人事編制等政策。他於2018年6月13日接替鄧如欣出任東區民政事務專員，並在同月29日起擔任官守太平紳士，也於香港2021年度授勳及嘉獎名單中獲頒行政長官公共服務獎狀。自2024年1月1日起，他亦兼任東區區議會主席。他在2025年4月21日後卸任專員，由黎旨軒接任，並在同月22日起擔任香港駐迪拜經濟貿易辦事處處長。

## 外部連結
- 陳尚文的個人官方領英頁面 Archive.today的存檔，存档日期2023-06-25

| 政府职务      | 政府职务                                       | 政府职务      |
| ------------- | ---------------------------------------------- | ------------- |
| 前任： 鄧如欣 | 東區民政事務專員 2018年6月13日至2025年4月21日  | 繼任： 黎旨軒 |
| 前任： 李國雄 | 香港駐迪拜經濟貿易辦事處處長 2025年4月22日至今 | 現任          |
| 議會席位      |                                                |               |
| 前任： 黎志強 | 東區區議會主席 2024年1月1日至2025年4月21日     | 繼任： 黎旨軒 |